# Läänemaa
Läänemaa (även Lääne maakond) är ett landskap i Estland (Läänemaa betyder ordagrant "Västland"). Landskapets historiska namn på svenska, danska och tyska var Wiek eller Wieck. Residensstad är Hapsal (estniska: Haapsalu). Antal invånare 1 januari 2017 var 24 301.
Läänemaa ligger vid Estland västkust mot Östersjön och omfattar även flera öar, däribland Ormsö, Odensholm och Hästholm. Landskapet angränsar i nordöst till Harjumaa, i öst till Raplamaa och i söder till Pärnumaa. Västerut ligger Dagö.
2017 minskades landskapet då området motsvarande de tidigare kommunerna Hanila och Lihula som en följd av en kommunsammanslagning tillfördes landskapet Pärnumaa.

## Historia
Landskapet blev danskt 1227 i samband med Valdemar Sejrs korståg, ingick i biskopsdömet Ösel-Wiek 1228–1560, som tillhörde Tyska orden 1346–1560. Det året såldes landskapet tillbaka till Danmark, medan resten av Tyska ordens estländska besittningar ställdes under svenskt beskydd. Wiek intogs av Sverige 1582 under Nordiska tjugofemårskriget och blev då en del av Svenska Estland. Landskapet tillerkändes Sverige formellt 1645 vid freden i Brömsebro, men förlorades till Ryssland vid freden i Nystad 1721.

## Landskapsvapen
Läänemaas landskapsvapen är Johannes Evangelistens örn, det tidigare heraldiska vapnet för biskopsdömet Ösel-Wiek.

## Politik och administration
Landshövding är sedan 2015 Neeme Suur.

## Kommuner

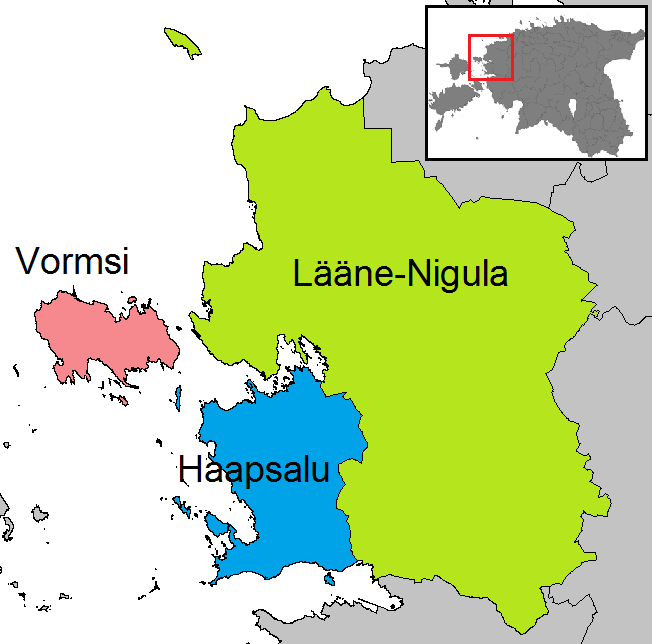
Kommuner i landskapet Läänemaa.

Landskapet är sedan 2017 indelat i tre kommuner, varav en stadskommun.

### Stadskommuner
- Hapsal (estniska: Haapsalu)

### Landskommuner
- Lääne-Nigula
- Ormsö (estniska: Vormsi)

## Tidigare kommuner

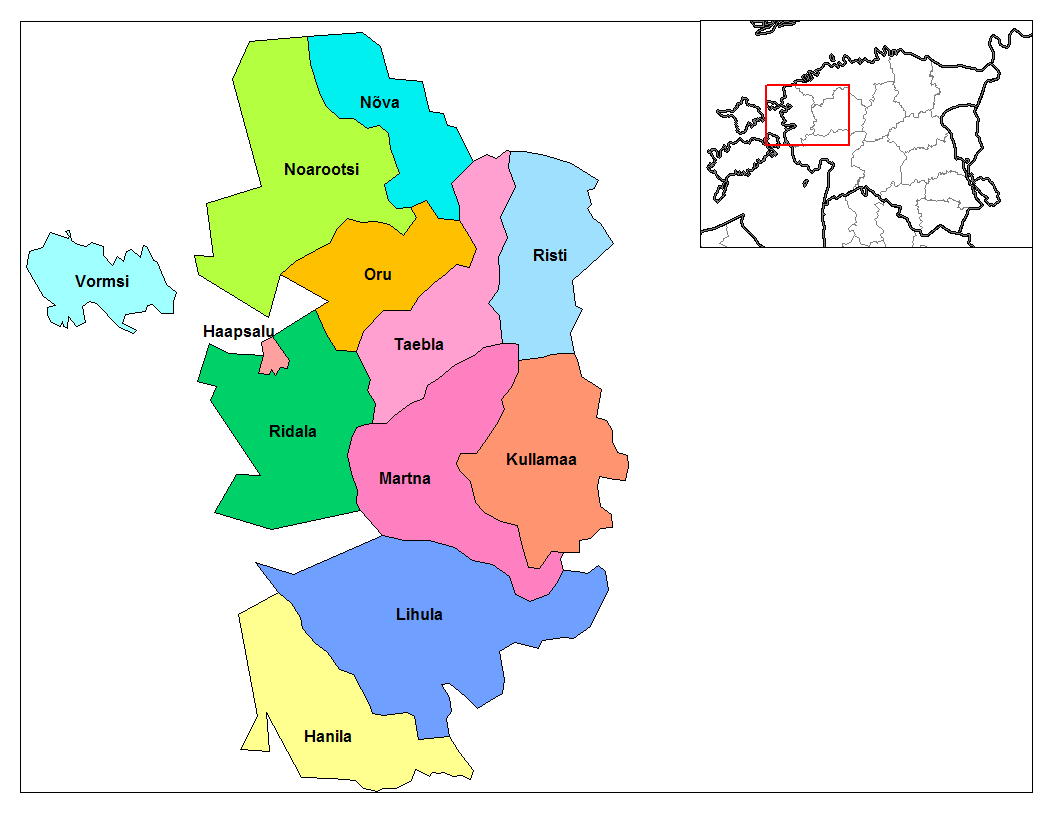
Kommunindelningen i landskapet Läänemaa 1999-2013.

Landskapet har tidigare varit indelat i tretton kommuner, varav två stadskommuner.

### Stadskommuner
- Hapsal (estniska: Haapsalu)
- Lihula

### Landskommuner
- Hanila
- Kullamaa
- Lihula
- Martna
- Neve (estniska: Nõva)
- Nuckö (estniska: Noarootsi)
- Ormsö (estniska: Vormsi)
- Oru
- Ridala
- Kors (estniska: Risti)
- Taebla

### Administrativ historik
- Lihula stad uppgick i Lihula kommun 1999.
- Lääne-Nigula kommun bildades 2013 genom en sammanslagning av de tre dåvarande kommunerna Oru, Risti och Taebla.

## Orter
Efter gränsjusteringar som följd av kommunreformen 2017 finns det i landskapet Läänemaa en stad, fem småköpingar samt 169 byar.

### Städer
- Haapsalu

### Småköpingar
- Palivere
- Paralepa
- Risti
- Taebla
- Uuemõisa

## Galleri

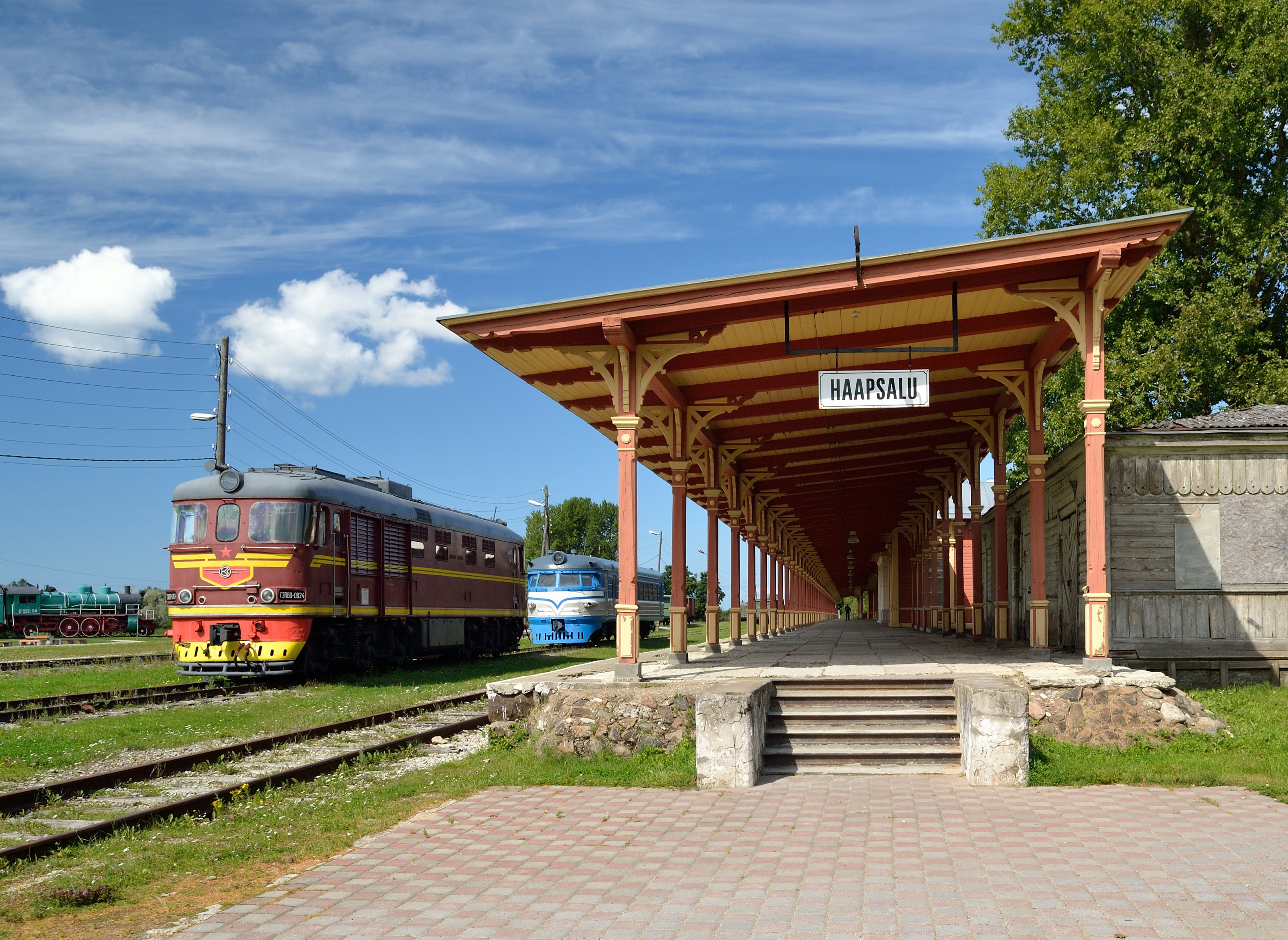
Hapsal
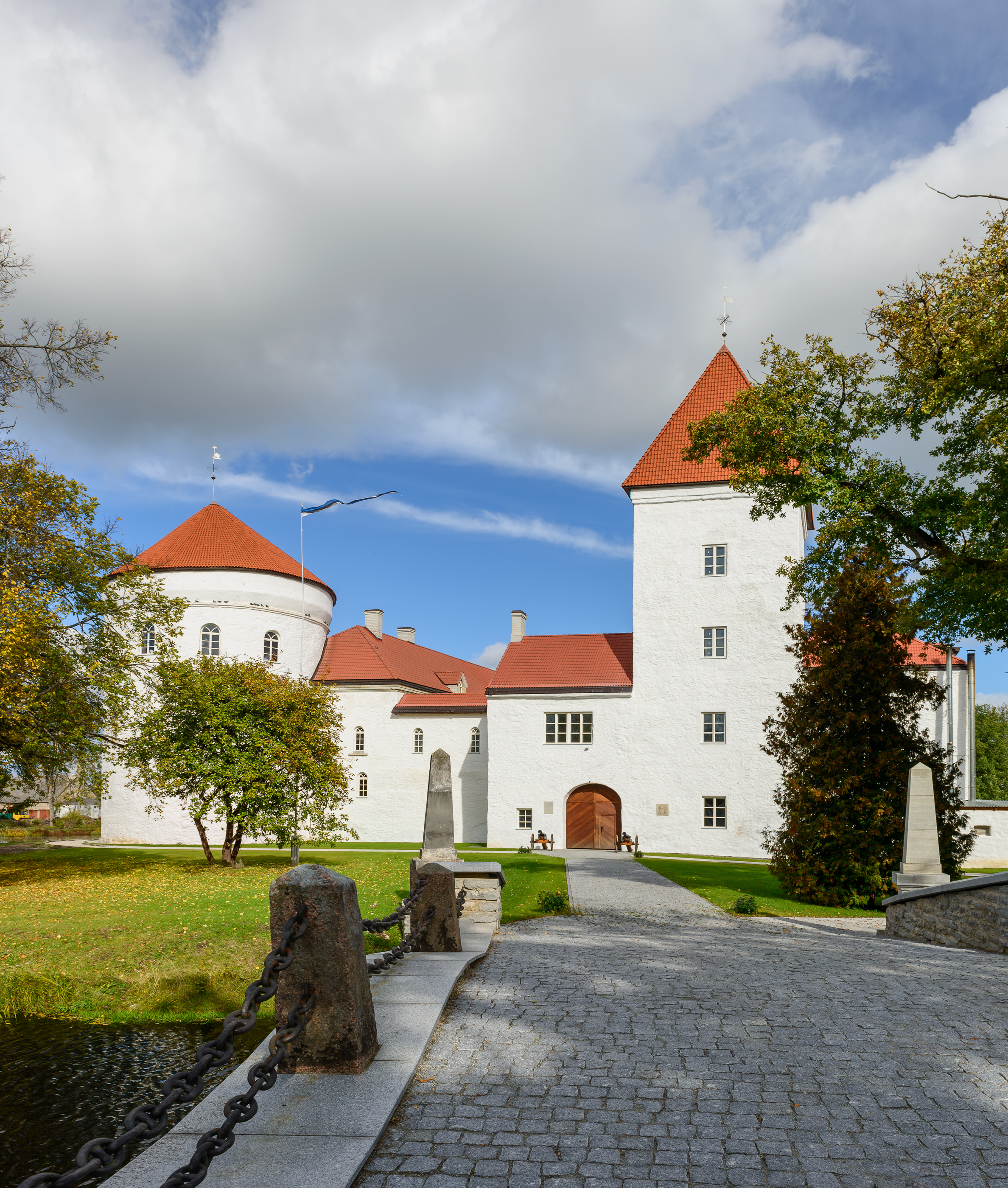
Koluvere
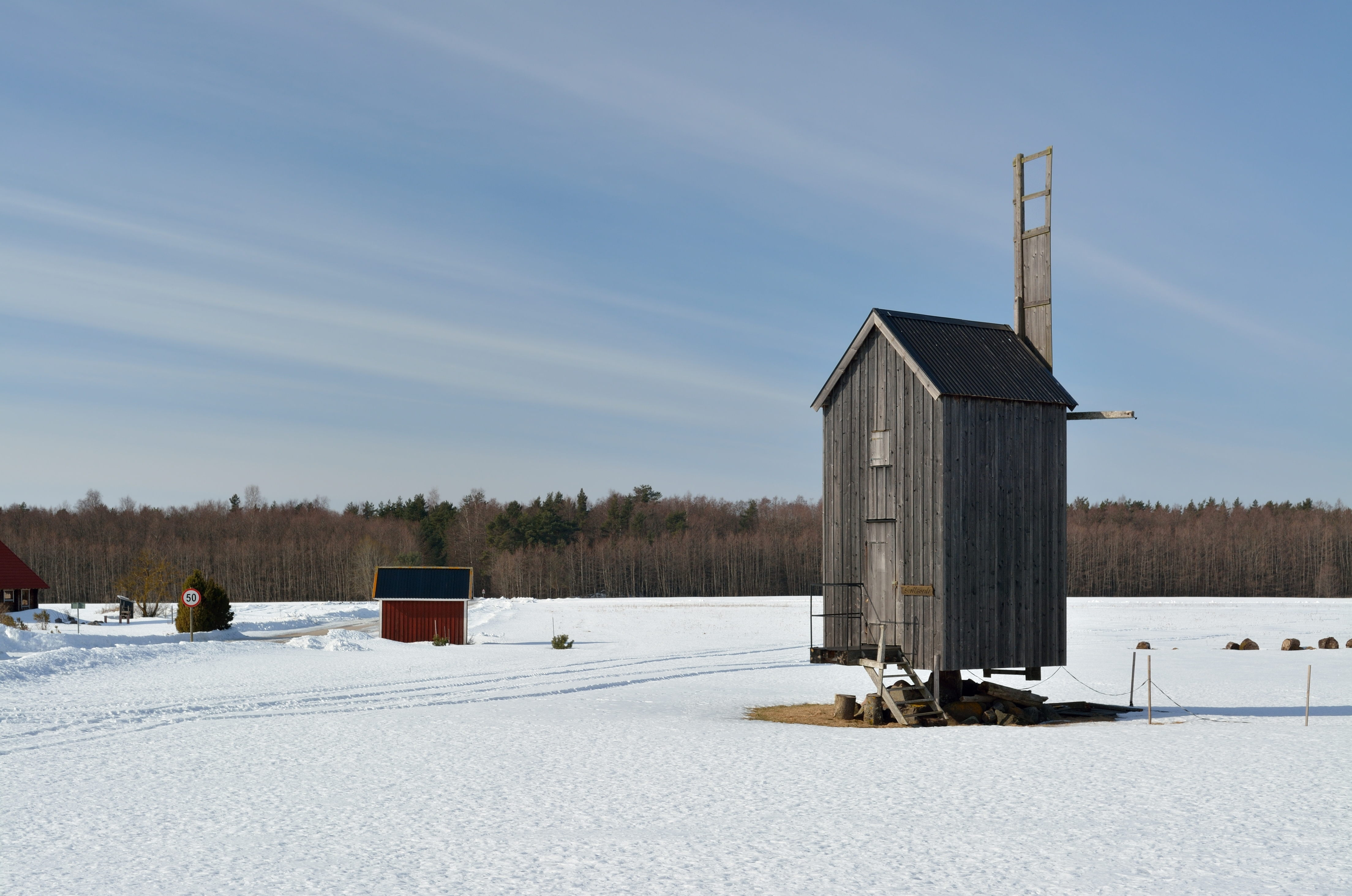
Rälby, Ormsö
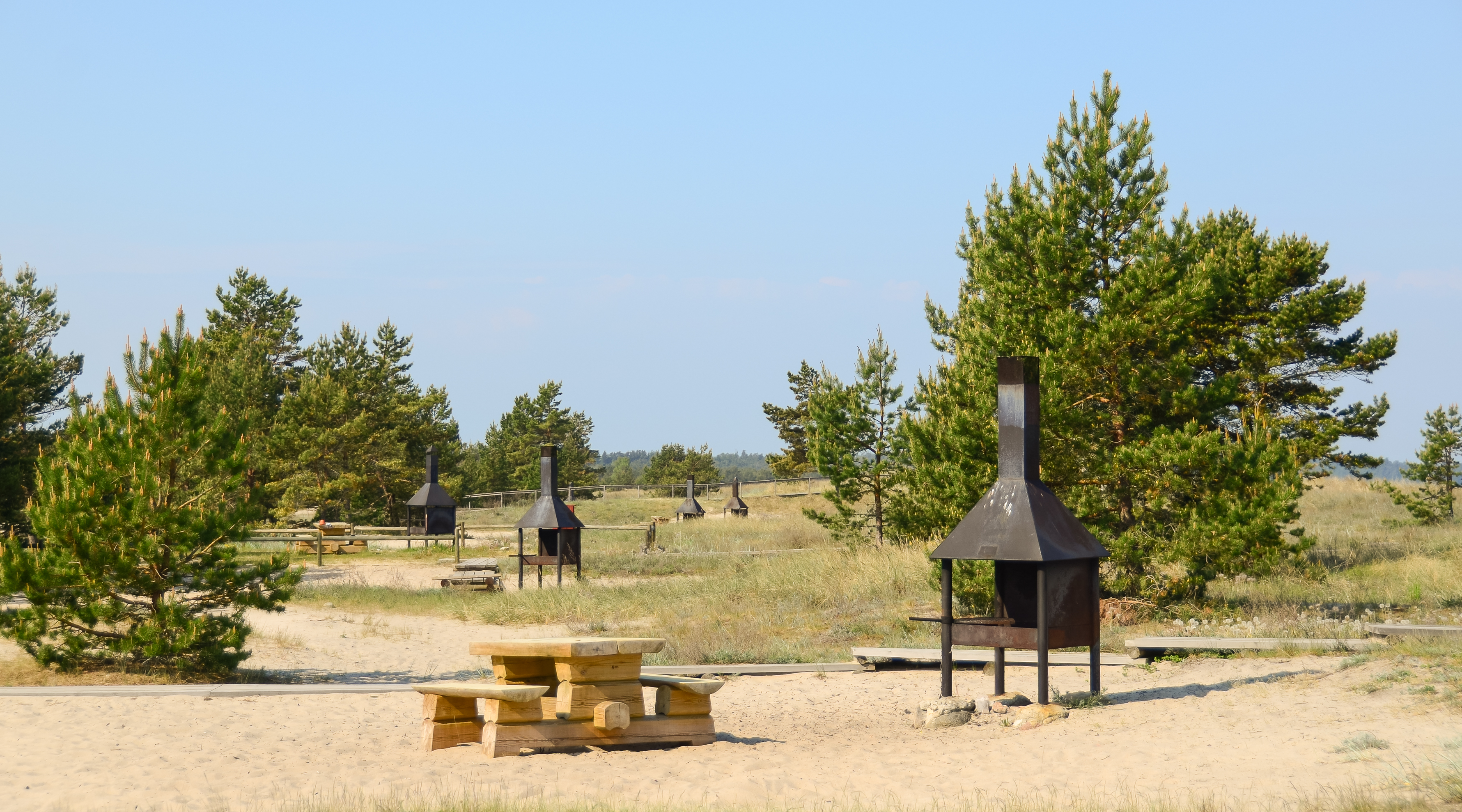
Peraküla